# Cactus (Album)
Cactus ist ein Jazzalbum von Matthew Shipp und Bobby Kapp. Die 2016 im Studio Systems Two, Brooklyn, entstandenen Aufnahmen erschienen am 16. September 2016 auf dem Label Northern Spy.

## Hintergrund
„Das improvisierende Jazz-Duo ist eine kraftvolle Form, die Möglichkeiten für Dialog, Kampf und Zusammenfluss bietet“, notierte Marc Masters. Auf beiden Spielern laste ein unmittelbarer Druck, da keiner sich verstecken kann, sodass die Möglichkeit, spannungsgeladene, vitale Musik zu schaffen, spürbar sei. Dies scheint insbesondere für die Zusammenarbeit eines Pianisten und eines Schlagzeugers zu gelten, da das Piano – mehr noch als Bläser oder Streicher – oft auch als Schlaginstrument eingesetzt werde und sich daher auf einzigartige Weise mit dem Schlagzeug überschneiden und verbinden könne. Auf Cactus nutzen Schlagzeuger Bobby Kapp und Pianist Matthew Shipp die Möglichkeiten ihres Setups aus und tauschen in einem wortlosen Dialog beharrlich Ideen aus. Dies war erst das zweite Mal, dass Kapp und Shipp zusammen aufgenommen haben – nach dem von Kapp geleiteten Quartettalbum Themes 4 Transmutation aus dem Jahr 2015 – und sie hatten noch nie als Duo gespielt.

## Titelliste
- Matthew Shipp & Bobby Kapp: Cactus (Northern SpyNS 079)[2]

1. Overture	8:32
2. Before	4:26
3. During	5:51
4. Money	6:10
5. Cactus	5:31
6. After	8:08
7. Good Wood	10:50
8. Snow Storm Coming	5:41
9. The 3rd Sound	6:08

Wenn nicht anders vermerkt, stammen die Kompositionen von Matthew Shipp und Bobby Kapp.

## Rezeption

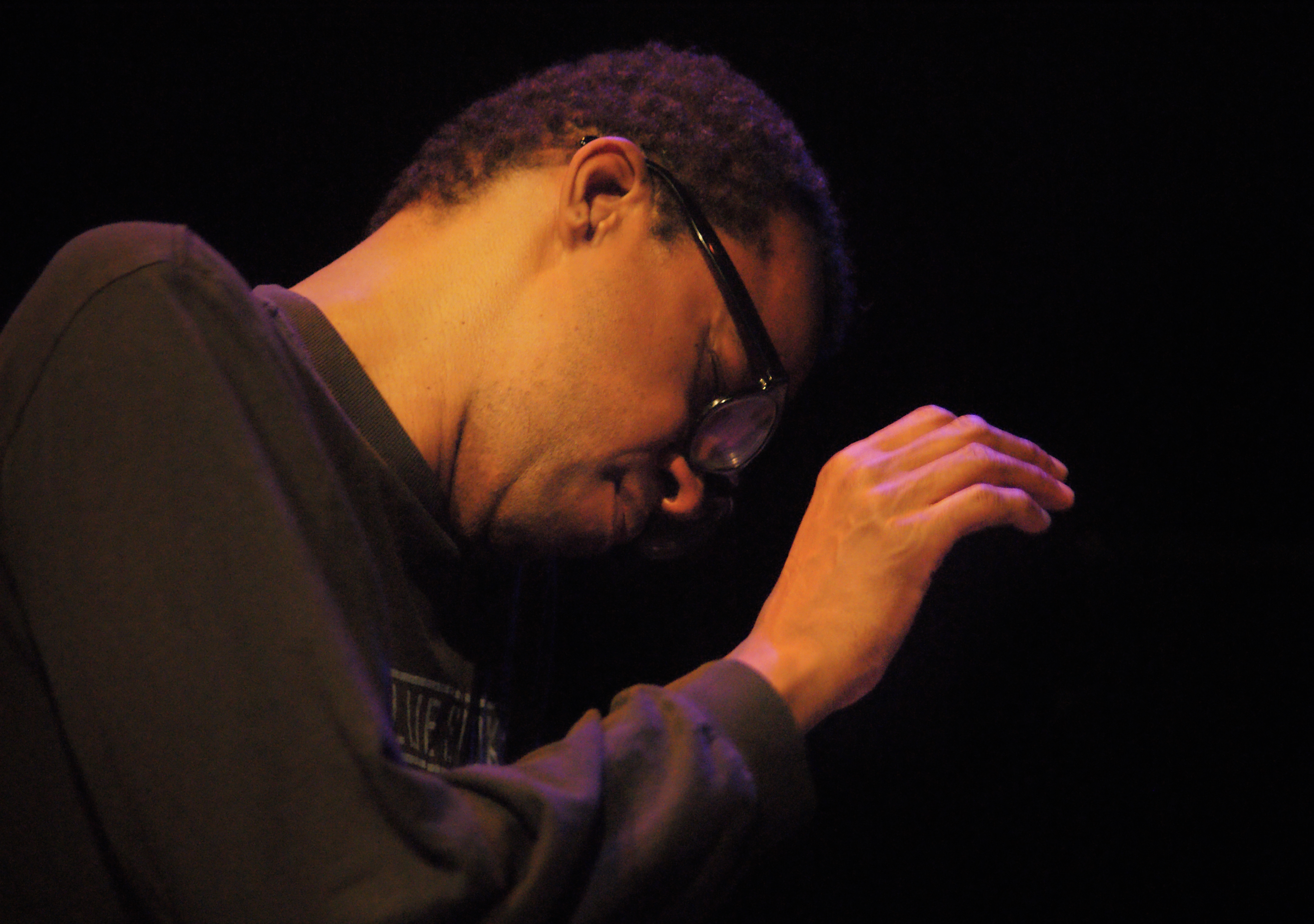
Matthew Shipp bei einem Auftritt im BIM Amsterdam 2011

Nach Ansicht von Dan McClenaghan, der das Album in All About Jazz rezensierte, würde bei diesem Album  alles zusammenpassen. Cactus erweise sich als zusammenhängendes Werk voller unprätentiöser, experimentierfreudiger, improvisierter Schönheit.
Cactus sei sowohl musikalisch als auch organisatorisch beeindruckend, lobte Karl Ackermann in All About Jazz. Die Symmetrie zwischen Kapp und Shipp lasse auf nichts Geringeres schließen als auf zwei Spieler, denen es gelinge, die Balance zwischen Struktur und Freiheit zu wahren, ohne Ambiguität zu tolerieren. Die Musik sei von Anfang bis Ende fesselnd und, was noch wichtiger sei, es würde in jedem Stück ein Überraschungselement geben, das das Album insgesamt äußerst zufriedenstellend mache. Es sei auch an der Zeit, dass der inzwischen 74-jährige Kapp ein höheres Maß an Anerkennung erhalte. Mit der Marke Shipp könnte Cactus das Album sein, das den Ton angebe.
Das Qualitätsniveau entspricht den Stammbäumen der Teilnehmer, schrieb Marc Masters in Pitchfork Media. Kapp sei mitten im Free-Jazz-Aufschwung der 1960er-Jahre in der Szene erschienen und habe mit den Saxophonlegenden Pharoah Sanders, Marion Brown und Noah Howard gespielt. Shipp hingegen sei seit Mitte der 80er Jahre eine tragende Säule der New Yorker Improvisationsszene und vor allem für seine Arbeit an der Seite des Bassisten William Parker im Quartett des Saxophonisten David S. Ware bekannt. Der überzeugendsten Aspekt für die Qualität des Albums sei die präzise Klangkontrolle des Duos. Kapp und Shipp würden sich in einzelnen Wendungen musikalischer Phrasen von ruhig über drängend bis bedrohlich bewegen und schüfen so ein breites Spektrum an Stimmungen. Sicherlich hätten sie sich gegenseitig gedrängt, aber sie übertrieben nie (eine besonders dissonante Passage in dem treffend betitelten „Snow Storm Coming“ könnte in zittrigeren Händen ein Chaos sein, aber hier fühle es sich an, als würden Menschen das Wetter kontrollieren). Der Reiz an Cactus liege nicht darin, dass die Musik jeden Moment auseinanderbrechen könnte, sondern dass dieses Duo mit allem klarkommt, was sie sich gegenseitig entgegenwerfen.